# Челична Лејди (филм)
Челична Лејди (енгл. The Iron Lady) је британска биографска драма из 2011. године. Филм приказује период живота британске премијерке Маргарет Тачер за време Фолкландског рата, друштвена и политичка превирања у Енглеској, али и емотивне проблеме једне од најмоћнијих жена у Европи.
За бравурозну представу прве жене на челу Владе Уједињеног Краљевства Мерил Стрип освојила је Оскара за најбољу женску улогу.

## Радња
„Челична Лејди” је интимни портрет Маргарет Тачер, прве жене на месту премијера Велике Британије. Једна од најпознатијих и најутицајнијих жена двадесетог века, дошла је ниоткуда, срушила границе припадности одређеном полу и сталежу и постала неко у свету у коме доминирају мушкарци. Ово је филм о моћи и цени која је плаћена за њу, прича која је истовремено и јединствена и универзална.
Мерил Стрип је одглумила једну од најпознатијих и најутицајнијих жена двадесетог века, која је дошла ниоткуда, срушила границе припадности одређеном полу и сталежу и постала неко у свету у коме доминирају мушкарци. Ово је филм о моћи и цени која је плаћена за њу, прича која је истовремено и јединствена и универзална.

## Улоге
| Глумац          | Улога           |
| --------------- | --------------- |
| Мерил Стрип     | Маргарет Тачер  |
| Џим Бродбент    | Денис Тачер     |
| Оливија Колман  | Керол Тачер     |
| Ентони Хед      | Џефри Хау       |
| Ричард Грант    | Мајкл Хеселтајн |
| Мајкл Пенингтон | Мајкл Фут       |
| Ангус Рајт      | Џон Нот         |

## Продукција
Снимање је почело у Великој Британији 31. децембра 2010. године, а филм је објављен крајем 2011. године.
У припреми за своју улогу, Стрип је присуствовала седници у Дому комуна у јануару 2011. године посматрајући британске посланике у. Опсежно снимање које се одвијало у неоготичкој градској кући у Манчестеру.
Стрип је изјавила: „Изгледи за истраживање истрошене историје је застрашујући и узбудљив изазов. Покушавам да приступим улози са толико режим, жаром и пажњом на детаље као и права дама Тачер и могу - Надам се да ће моја издржљивост почети да се приближава својој”.

## Приказивање

### Историјске нетачности
Предлаже се у филму да се Тачер опрости са својим пријатељем Ајреом да се пре него што је национално ослободила националишта ирске националне ослободилачке војске и морали да се врати са сцене. У ствари, она није била у Вестминстеру у тренутку његове смрти и била је обавештена о томе док је обављала службене дужности другде.
Филм не приказује ниједну другу заступницу у парламенту. У ствари, током Тачериног времена у парламенту, укупан број жена је кретао између 19 и 41 година. 
Вођа лабуристичке партије Мајкл Фут је приказан као критичар одлуке да пошаље радне групе на Фолкландска острва, а Тачер је приказана да га опомену у јеку победе Британије над Аргентином. У ствари, стопало је подржало одлуку о слању радне групе, за шта је Тачер изразила захвалност.
Џон Кембл је напоменуо да су њене одлуке на функцији постала инспирација за про-средњу политику основне политике на којима је донесена донација када је Тони Блер служио као премијер.
Кембл је такође приметио да док је Тачер мислила да је Дом комуна доминирало покровитељство мушког окружења, и да је филм показао заступљеност са њеног становишта, није је охрабрило да је охрабри да је нагласило да је нагласила слику горње средње класе коју је рано користила у својој политичкој каријери, јер је филм сугерирао и да је Тачер у ствари искористио чињеницу да је претерала намирнице у малом граду Линконшир и имао је врло обичну позадину када је водио за вођу конзервативне странке.
Тачер се непоколебљиво противила уједињењу Немачке 1990. године. Премијерка је сматрала да би уједињење могло да отвори пут за ширење нацистичке симпатије.

### Реакције британских политичара
У интервјуу за Би-Би-Си, тадашњи премијер Дејвид Камерон описао је Стрипину глуму као "сјајну" и "фантастичну", али је сакривен да су требали чекати пре него што су се филм савезли и фокусирали на време Тачерове на функцији, а не на лични живот и борбе са деменцијом. Бивши председавајући конзервативне странке Норман Фовлер био је критичнији према филму и изјавио "Она [Тачер] никада није била у мом искуству, претерана емоционална, претерана жена која је поставила Мерил Стрип."